# The Devil at His Elbow
Pour plus de détails, voir Fiche technique et Distribution.

The Devil at His Elbow (littéralement: Le Diable à son coude) est un film muet américain réalisé par Burton L. King, sorti en 1916.

## Fiche technique
- Titre : The Devil at His Elbow
- Réalisation : Burton L. King
- Scénario : Wallace Clifton, d'après une histoire d'Aaron Hoffman
- Photographie : Neil Bergman
- Producteur :
- Société de production : Popular Plays and Players Inc.
- Société de distribution : Metro Pictures Corporation
- Pays d'origine :  États-Unis
- Langue : Anglais
- Métrage : 1 500 m
- Format : Noir et blanc — 35 mm — 1,33:1 — Muet
- Genre : Film dramatique
- Durée : 50 minutes
- Dates de sortie : 
  -  États-Unis : 31 juillet 1916

## Distribution
- Clifford Bruce (en) : John Ashton
- Dorothy Green : Meg
- John K. Roberts : Robert Gray
- Francis McDonald : Andrew Sealey
- Mary Sandway : Grace Sealey
- Adolphe Menjou : Wilfred Carleton
- Edward Martindel : Franklin Darrow